# Park stanowy Bear Lake
Park stanowy Bear Lake (ang. Bear Lake State Park) – park stanowy obejmujący swoim terenem wybrzeże oraz część jeziora Bear Lake leżące w północnej części amerykańskiego stanu Utah, przy granicy z Idaho.

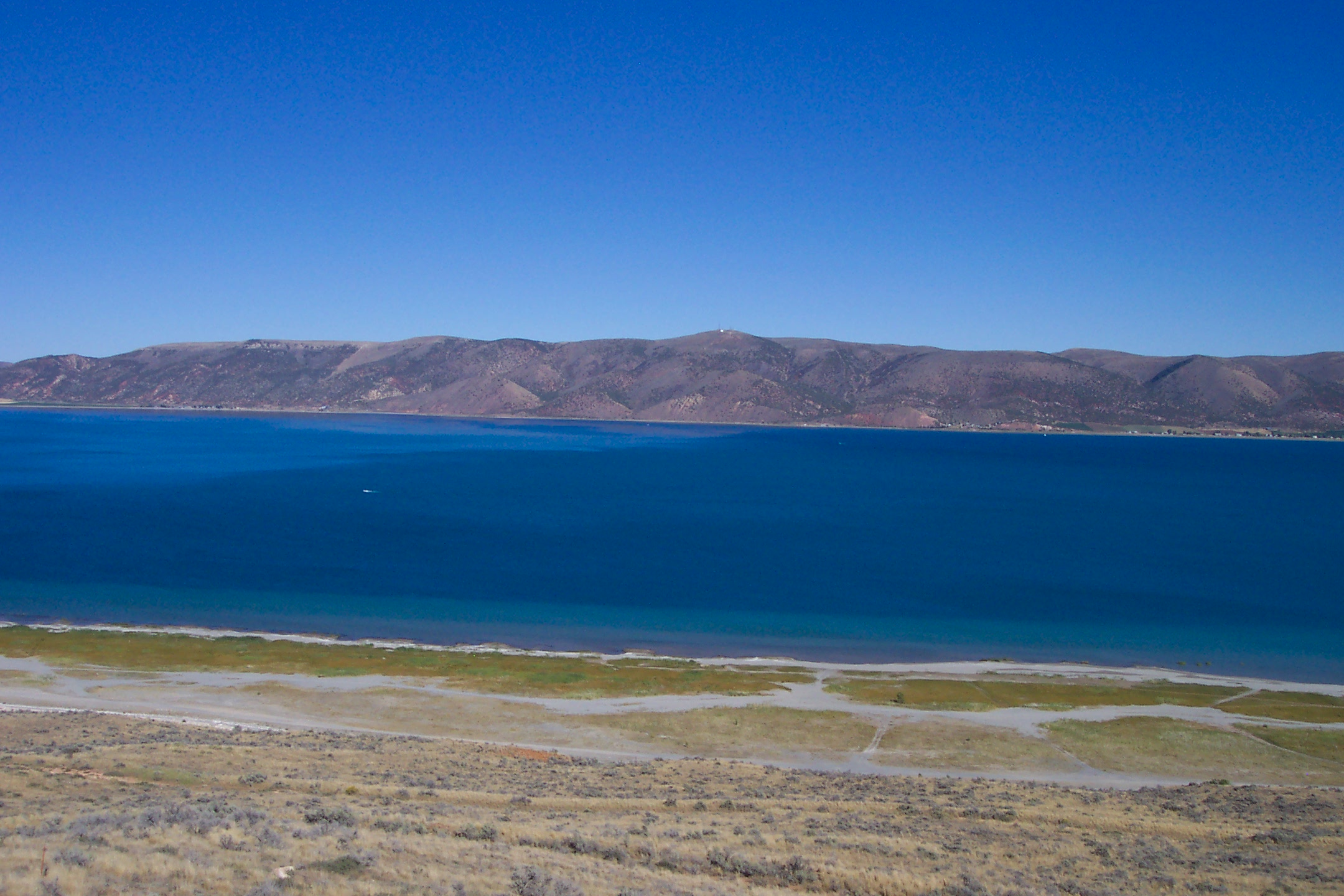
Widok na Bear Lake

## Geografia
Bear Lake zostało uformowane około przed około dwudziestu ośmiu tysiącami lat na skutek trzęsienia ziemi. Leży na wysokości 1805,3 m n.p.m., jest 32 km długie, 12,9 km szerokie i 63,4 m głębokie.  Park leży na średniej wysokości 1821 m n.p.m.

## Historia
Jezioro Bear Lake leżało na terytorium Szoszonów. W latach 1827 i 1828 na brzegach jeziora było miejsce spotkań Indian i białych traperów. Wymieniano się różnymi dobrami a także opowiadano sobie historie. Między innymi w roku 1827 brał w nich udział Jedediah Smith. Do dnia dzisiajszego jeden z fragmanów parku nazywa się Rendezvous Beach (pol. Plaża spotkań). Od 1863 roku nad brzegami jeziora mieszkali już biali osadnicy. Jezioro obecną nazwę uzyskało w 1819 roku, natomiast park stanowy otwarto w 1962 roku.